# Furuvik
Furuvik is een plaats in de gemeente Gävle in het landschap Gästrikland en de provincie Gävleborgs län in Zweden. De plaats heeft 486 inwoners (2005) en een oppervlakte van 99 hectare. De plaats ligt zowel aan de Botnische Golf als aan het meer Trösken. In de plaats ligt de dierentuin en het attractiepark Furuviksparken.

## Verkeer en vervoer
Bij de plaats loopt de Riksväg 76.
De plaats heeft een station aan de spoorlijn Stockholm - Sundsvall.
Bestuurscentrum: Gävle (Tätort)
Tätort:
Åbyggeby · Berg · Bergby · Björke · Bönan 
· Forsbacka · Forsby · Furuvik · Hagsta · Hamrångefjärden · Hedesunda · Lund · Norrsundet · Totra · Trödje · Valbo
Småort:
Åbyggeby (tegelbruket) · Alborga · Allmänninge · Axmar by · Backa · Berg en Sjökalla · Björke (oostelijk deel) · Brunnsvik · Eskön en Esköränningen · Finnböle · Grinduga · Häcklinge · Harkskär · Hästbo · Hillevik · Hillsjöstrand · Lövåsen en Dansheden · Mårtsbo · Ölbo · Oppala · Östanbäck en Lund · Sikvik · Småmuren · Utvalnäs